# Phare du cap Ortegal
Pour les articles homonymes, voir Ortegal (homonymie).
Le phare du cap Ortegal (galicien : Faro do Cabo Ortegal) est un phare situé dans la province de La Corogne (Galice en Espagne).
Il est géré par l'autorité portuaire de Ferrol .

## Histoire
C'est une tour cylindrique, avec lanterne et galerie double, peinte en blanc avec une bande horizontale rouge au-dessous de la galerie inférieure.
Il a été mis en service en 1984 sur Cabo Ortegal, à environ 5 km au nord de Cariño. C'est le phare le plus moderne de la côte de la province de La Coraogne.
Identifiant : ARLHS : SPA036 ; ES-03160 - Amirauté : D1686.3 - NGA : 2450 .

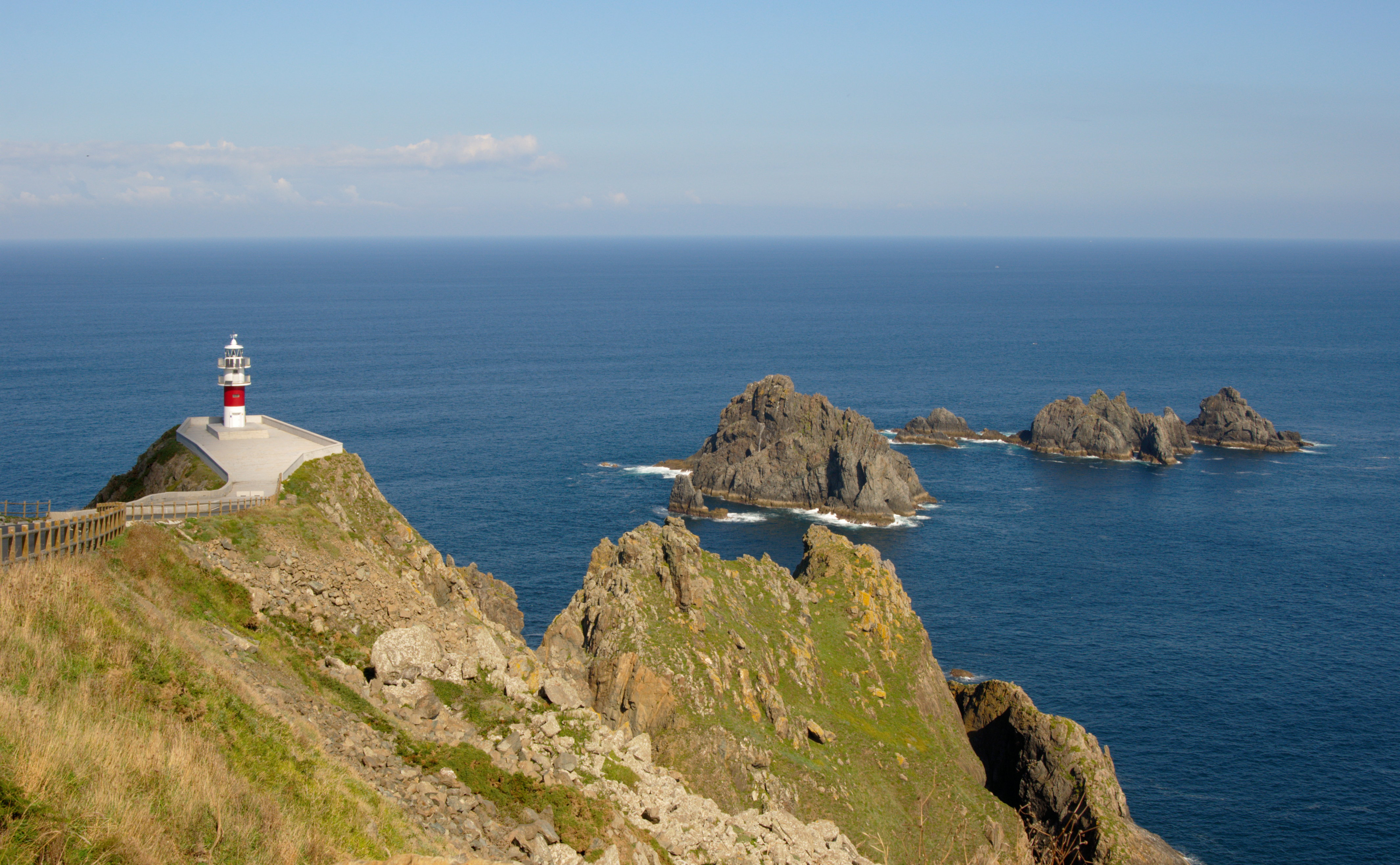
Cabo Ortegal et son phare